# Romesco
Romesco is een saus die uit Tarragona in Catalonië in Noordoost-Spanje komt.
De vissers in deze omgeving maakten de saus om deze te combineren met vis. De saus is gemaakt van een mengsel van amandelen, pinda's, hazelnoot, geroosterde knoflook, olijf- of zonnebloemolie, azijn, bitxo-peper en vaak ook nyora-peper (beide variëteiten van Capsicum annuum). Andere gewone ingrediënten zijn geroosterde tomaten, rode wijn en uien.